# Dani Morer
Dani Morer, pseudonimo di Daniel Morer Cabrera (Mataró, 5 febbraio 1998), è un calciatore spagnolo, difensore del Famalicão.

## Caratteristiche tecniche
È un terzino destro.

## Carriera

### Club
Cresciuto nel settore giovanile del Barcellona, dal 2017 al 2020 gioca con la seconda squadra del club blaugrana collezionando 42 presenze fra Segunda División e Segunda División B. Nel 2020 viene acquistato a titolo definitivo dal Famalicão.

### Nazionale
Ha giocato nella nazionale spagnola Under-17.

## Statistiche
Statistiche aggiornate al 3 gennaio 2021.

### Presenze e reti nei club
| Stagione        | Squadra         | Campionato      | Campionato | Campionato | Coppe nazionali | Coppe nazionali | Coppe nazionali | Coppe continentali | Coppe continentali | Coppe continentali | Altre coppe | Altre coppe | Altre coppe | Totale | Totale | Totale |
| Stagione        | Squadra         | Comp            | Pres       | Reti       | Comp            | Pres            | Reti            | Comp               | Pres               | Reti               | Comp        | Pres        | Reti        | Pres   | Reti   |        |
| --------------- | --------------- | --------------- | ---------- | ---------- | --------------- | --------------- | --------------- | ------------------ | ------------------ | ------------------ | ----------- | ----------- | ----------- | ------ | ------ | ------ |
| 2017-2018       | Barcellona B    | SD              | 6          | 0          |                 | -               | -               |                    | -                  | -                  |             | -           | -           | 6      | 0      |        |
| 2018-2019       | Barcellona B    | SDB             | 12         | 0          |                 | -               | -               |                    | -                  | -                  |             | -           | -           | 12     | 0      |        |
| 2019-2020       | Barcellona B    | SDB             | 24         | 2          |                 | -               | -               |                    | -                  | -                  |             | -           | -           | 24     | 2      |        |
| 2020-2021       | Famalicão       | PL              | 4          | 0          | CP              | 2               | 0               |                    | -                  | -                  |             | -           | -           | 6      | 0      |        |
| Totale carriera | Totale carriera | Totale carriera | 6          | 2          |                 | 2               | 0               |                    | -                  | -                  |             | -           | -           | 48     | 2      |        |